# Oswin Moro

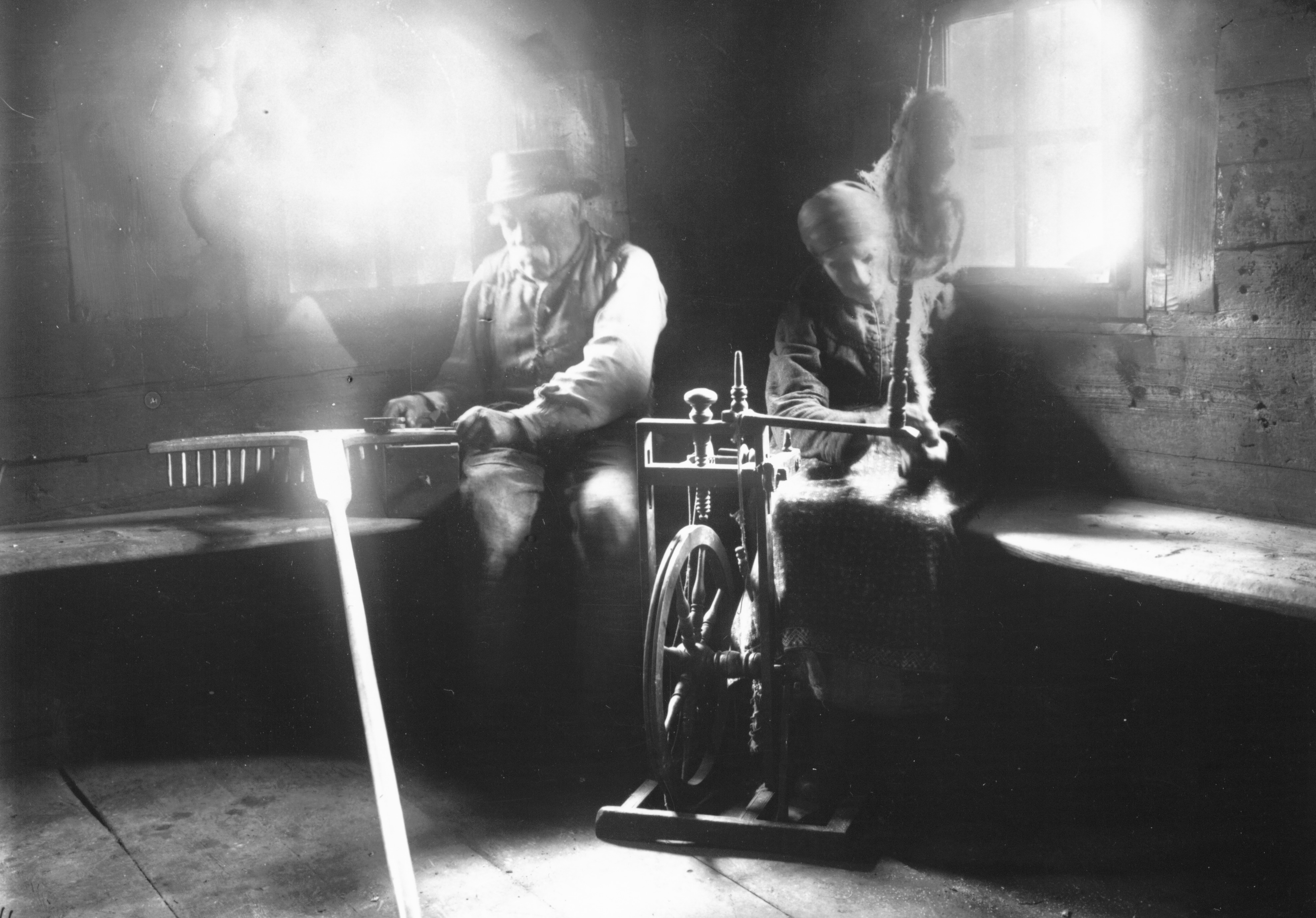
Typisches Dokumentationsfoto von Moro aus St. Oswald um 1926

Oswin Moro (* 22. Dezember 1895 in Hermagor, Kärnten; † 19. August 1941 in Graz) war ein Volkskundler und Lehrer. Sein besonderes Interesse galt dem Bergdorf St. Oswald bei Bad Kleinkirchheim in den Nockbergen, wo er speziell die Arbeitstechniken der Bergbauern 1924 bis 1941 präzise dokumentierte. Er war an der Gründung des ehemaligen „Kärntner Heimatmuseums“ maßgeblich beteiligt und initiierte den Transfer des Bodner-Hauses in das Freilichtmuseum Maria Saal.

## Biografie
Moro wurde in Hermagor als Sohn des Regierungsrats Hugo Moro (1865–1954) geboren, der sich als Sammler auf volkskundlichem Gebiet verdient machte und Kärntner Mundartdichter war. Nach der Matura am Villacher Peraugymnasium 1914, studierte Moro an der Universität Graz Germanistik. Dort promovierte er 1920  zum Dr. phil.  Ab 1921 Hilfslehrer, wirkte Moro ab 1923 als Professor an der höheren Gewerbeschule in Villach. Neben seinem Beruf als Lehrer an der späteren Bundeslehranstalt für Bau- und Kunstgewerbe widmete er sich über knapp zwanzig Jahre der volkskundlichen Würdigung der Bergbauernarbeit in St. Oswald. Durch seine für einen Städter sehr ungewöhnliche Lebensverbundenheit mit den Bauern erlebte er deren Alltag, was ein gründliches Verständnis der bäuerlichen Geistigkeit ermöglichte. Er machte unzählige handschriftliche Aufzeichnungen, fotografierte und fertigte Skizzen an, analysierte Bau und Funktion der Höfe und der Arbeitstechniken, beobachtete Sitte, Brauchtum und alle übrigen Äußerungen der Volksseele. Neben einzelnen Veröffentlichungen als Aufsätze erschien die von ihm geplante zusammenfassende volkskundliche Monographie erst nach seinem plötzlichen Tod. Sein umfangreiches fotografisches Werk ist bis heute unveröffentlicht. Als Herausgeber fungierte sein Bruder Gotbert Moro (1902–1987).
Am 30. Oktober 1939 beantragte er die Aufnahme in die NSDAP und wurde zum 1. März 1940 aufgenommen (Mitgliedsnummer 7.515.477). Oswin Moro ist in Leibnitz bei Graz begraben. Am 26. Oktober 1942 wurde an der Ruhestätte den Hinterbliebenen ein von der Kärntner Landsmannschaft sowie dem Kärntner Heimatmuseum gewidmetes Grabmal übergeben. Zum Geburtstag von Adolf Hitler am 20. April 1943 beschloss der damalige Stadtrat eine Straße in Villach in Dr.-Oswin-Moro-Straße zu benennen.  Am 9. September 1950 wurde als Würdigung für seine volkskundliche Arbeit in St. Oswald im Rahmen der 5. Österreichischen Volkskundetagung eine Gedenktafel enthüllt.

## Veröffentlichungen (Auswahl)
- Hof und Arbeit in Kleinkirchheim und St. Oswald. In: Carinthia I. Geschichtliche Beiträge zur Heimatkunde Kärntens, Jahrgang 1939, S. 118–180. (online bei ANNO).
- Advent und Weihnachten in einem Kärntner Bergdorf (St. Oswald ob Kleinkirchheim). In: Carinthia I. Geschichtliche Beiträge zur Heimatkunde Kärntens, Jahrgang 1943, S. 166–173. (online bei ANNO).
- St. Oswald ob Kleinkirchheim. Menschen, Sitte, Jahrlaufbrauchtum. Ein Buch vom Kärntner Bergbauerntum. Verlag des Geschichtsvereines für Kärnten, Klagenfurt 1951, Serientitel: Archiv für vaterländische Geschichte und Topographie, Nr. 34/35, OBV.
- Volkskundliches aus dem Kärntner Nockgebiet. Volksmedizin, Volksglaube, Volksdichtung, Volkskunst, Hofwesen und Arbeitsleben. Verlag des Geschichtsvereines für Kärnten, Klagenfurt 1952, OBV.
  - —. Fotomechanischer Nachdruck der Ausgabe von 1952, 2., ergänzte Auflage. Verlag des Geschichtsvereines für Kärnten, Klagenfurt 1992, Serientitel: Archiv für vaterländische Geschichte und Topographie, Nr. 72, ISBN 3-85454-073-6.